# Lepadella princisi
Lepadella princisi är en hjuldjursart som beskrevs av Berzinš 1943. Lepadella princisi ingår i släktet Lepadella och familjen Lepadellidae. Inga underarter finns listade i Catalogue of Life.